# Japanska Stillahavsmandatet

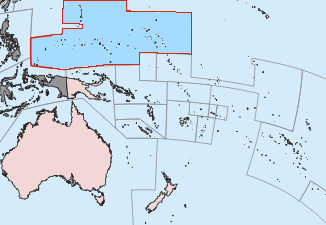
Japanska Stillahavsmandatet

Japanska Stillahavsmandatet (japanska: 南洋庁?, Nan'yō-chō, ’Sydhavsarkipelagen’) var ett japanskt förvaltningsområde (NF-mandat) i Stilla havet 1919–1947. Det omfattade följande öområden i Mikronesien:
- Karolinerna med nuvarande
  - Palau
  - Mikronesiens federerade stater
- Marianerna med nuvarande
  - Nordmarianerna förutom Guam
- Marshallöarna

## Historia
Området som tidigare varit del av Tyska Nya Guinea bildades den 28 juni 1919 då Japan fick ett förvaltningsmandat av Nationernas Förbund vid Versaillesfreden och huvudorten blev Chuuk.
Öarna ockuperades under första världskriget 1914 och förvaltades först av den japanska flottan fram till den 17 december 1920 då NF-mandatet började och en civil förvaltning tog över. I juli 1921 flyttades huvudorten till Koror. Den 1 april 1922 omstrukturerades förvaltningen till Nan'yo-cho.
Området ockuperades under andra världskriget 1944 av USA och förvaltningen överfördes till USA den 18 juli 1947 i det av Förenta nationerna nybildade Förvaltarskapsområdet Stillahavsöarna.